# فرناندو روماي
فرناندو روماي (بالإسبانية: Fernando) مواليد سبتمبر 1959 ، هو لاعب كرة سلة إسباني سابق. مثّل بلاده في دورة الألعاب الأولمبية الصيفية.

## الميداليات
| الميدالية | المسابقة                         |
| --------- | -------------------------------- |
| فضية      | الألعاب الأولمبية الصيفية 1984   |
| فضية      | بطولة أمم أوروبا لكرة السلة 1983 |

## روابط خارجية
- فرناندو روماي على موقع IMDb (الإنجليزية)
- فرناندو روماي على موقع قاعدة بيانات الفيلم (الإنجليزية)
- فرناندو روماي على موقع الاتحاد الدولي لكرة السلة (الإنجليزية)
- فرناندو روماي على موقع الدوري الإسباني لكرة السلة (الإسبانية)
- فرناندو روماي على موقع ريلجم (الإنجليزية)
- فرناندو روماي على موقع بروبوليرز (الإنجليزية)
- فرناندو روماي على موقع سبورتس رفرنس (الإنجليزية)
- فرناندو روماي على موقع أوليمبيديا (الإنجليزية)